# Лорант, Вернер
Вернер Лорант (нем. Werner Heinz Erich Lorant; 21 ноября 1948, Вельвер, Северный Рейн-Вестфалия — 20 апреля 2025, Вассербург-на-Инне, Бавария) — немецкий футболист, полузащитник, защитник; тренер.

## Карьера игрока
Играл за ряд немецких команд, в числе которых «Боруссия» (Дортмунд), «Рот-Вайсс» (Эссен) и «Айнтрахт» из Франкфурта-на-Майне. В составе последнего становился обладателем Кубка УЕФА в 1980 году и Кубка Германии в 1981 году.
В высшем дивизионе чемпионата Германии сыграл 325 матчей, забил 46 мячей, получил 67 жёлтых карточек и 2 красные. Четырежды вылетал из высшего дивизиона (с «Боруссией», «Рот-Вайссом», «Саарбрюккеном» и «Шальке 04»).

## Карьера тренера

### «Мюнхен 1860»
Как тренер получил известность по работе в клубе «Мюнхен 1860», который тренировал в течение 9 лет — с 1992 по 2001 год. Этот период — лучший в истории клуба. Под руководством Лоранта «Мюнхен 1860» за максимально короткий срок вышел из третьего дивизиона в первую бундеслигу и закрепился там; дважды попадал в зону еврокубков: в сезоне-1996/97 занял 7-е место, что позволило выступить в Кубке УЕФА, в сезоне-1999/2000 занял 4-е место в чемпионате Германии и в 2000 году играл в квалификационном раунде Лиги чемпионов против «Лидс Юнайтед».
По ходу сезона 2000/2001 имел место инцидент с демонстрацией Лоранту среднего пальца игроком «Унтерхахинга» из пригорода Мюнхена Яном Зайфертом во время матча второго круга чемпионата между «Унтерхахингом» и «Мюнхеном 1860». Послематчевый комментарий Лорант завершил словами: «Со своим „вонючим“ пальцем Зайферт проследует прямиком во Вторую Бундеслигу». Впоследствии несколько игроков команды независимо друг от друга рассказывали о тех же словах тренера в его речи после матча. В заключительном туре «Мюнхен 1860» играл с клубом «Энерги», опережавшим «Унтерхахинг» на одно очко в их борьбе за выживание в Бундеслиге, и проиграл со счётом 0:1, в составе «Мюнхена 1860» отсутствовали 7 игроков основного состава, хотя на поле и не появились игроки любительской команды, о возможности выставления на матч 11 футболистов-любителей Лорант также упоминал в своём выступлении. В анализе технико-тактический действий телекомпанией Sat.1 ряд показателей игроков «Мюнхен 1860» в этой игре был ниже среднего по сезону. Победа над «Мюнхеном 1860», вкупе с поражением «Унтерхахинга» от «Шальке» в Гельзенкирхене («Унтерхахинг» вёл 2:0 и 3:2 к 70-й минуте, но затем пропустил 3 мяча), позволила «Энерги» сохранить место в Бундеслиге, а «Унтерхахинг» покинул высший дивизион. Еженедельник «Шпорт-бильд» назвал произошедшее местью по-баварски. Позднее Лорант заявлял, что о намеренном проигрыше речи идти не могло, это была шутка и к вылету «Унтерхахинга» он отношения не имеет.
Лорант покинул «Мюнхен 1860» по ходу следующего сезона, 18 октября 2001 года — через пять дней после поражения в матче чемпионата Германии от «Баварии» со счётом 1:5. После 9 туров команда занимала 10-е место.

### «Фенербахче»
В январе 2002 года подписал контракт на два с половиной года с турецким «Фенербахче». Сезон 2001/02 «Фенербахче» завершил на 2-м месте чемпионата Турции. В межсезонье состав стамбульцев пополнили игрок сборной Аргентины Ариэль Ортега, приобретённый за 14 миллионов евро, футболист сборной Бразилии Вашингтон, купленный у «Понте Преты» за 4 миллиона евро, и серб Мирослав Стевич, однако команда в ходе сезона 2002/03 выступала не слишком удачно: не смогла пробиться в групповой турнир Лиги чемпионов через квалификационную стадию, проиграв «Фейеноорду» (0:1, 0:2), вылетела из Кубка УЕФА, проиграв во втором раунде «Панатинаикосу» (1:1, 1:4), а также уступила дорогу в розыгрыше Кубка Турции «Коньяспору» (0:1). Вместе с победой над принципиальным соперником и обладателем Кубка УЕФА 2000 года «Галатасараем» со счётом 6:0 в чемпионате имели место поражения от «Малатьяспора» (0:2) и «Диярбакырспора» (0:3). После поражения от «Диярбакырспора» в декабре 2002 года Лорант был отправлен в отставку. На момент ухода Лоранта, «Фенербахче» после 16 туров отставал от лидера «Бешикташа» на 4 очка.

### Дальнейшая карьера
После ухода из «Фенербахче» Лорант вернулся в Германию и возглавил аутсайдера Второй Бундеслиги, клуб из родной земли Северный Рейн-Вестфалия — «Рот-Вайсс» (Ален).
В дальнейшем работал тренером в командах различных стран (в их числе Кипр, Южная Корея, Иран, Китай, Словакия), нигде надолго не задерживаясь.
В сезоне 2005/06 тренировал дебютанта турецкой Суперлиги «Сивасспор». После непродолжительной работы в ирансом клубе «Сайпа» (Кередж), вернулся в Турцию и в течение трёх месяцев, до зимней паузы сезона 2006/07, был главным тренером клуба «Кайсери Эрджиесспор».
В марте 2007 года возглавил «Унтерхахинг», но не смог спасти его от вылета в региональную лигу: по итогам сезона 2006/07 команда покинула Вторую Бундеслигу. В мае, по ходу сезона, контракт, действие которого распространялось и на региональную лигу, был продлён до июня 2008 года, но в октябре 2007 года Лорант покинул клуб и спустя несколько дней был назначен главным тренером стамбульской «Касымпаши». Это было четвёртое пришествие Лоранта в Турцию в качестве главного тренера, также Лорант стал четвёртым немецким тренером в истории турецкой Суперлиги после Карла-Хайнца Фельдкампа («Галатасарай»), Ханса-Петера Бригеля («Анкарагюджю») и Райнхарда Штумпфа («Генчлербирлиги»). Однако уже в декабре 2007 года Лорант покинул «Касымпашу», все шесть матчей под его руководством были проиграны.
В первой половине 2008 года, в преддверии Летних Олимпийских игр, Лорант тренировал китайский клуб «Ляонин Хувин», команда находилась внизу турнирной таблицы Китайской Суперлиги сезона 2008 года. Вскоре Лорант вернулся в Германию, где в начале августа возглавил любительскую команду северной районной лиги (8-й уровень системы лиг) «Ата Спор». В конце августа 2008 года возглавил словацкий клуб ДАК. После поражения со счётом 0:6 в Братиславе в апреле 2009 покинул ДАК.
В марте 2010 года стал спортивным директором клуба четвёртого немецкого дивизиона «Теннис Боруссия Берлин». С марта по апрель 2012 года вновь тренировал ДАК, выяснилось, что срок действия тренерской лицензии, выданной Немецким футбольным союзом, истёк 31 декабря 2008 года, но несмотря на это он успел провести три матча в качестве главного тренера.
В 2015 году, с апреля по июнь, тренировал клуб баварской окружной лиги «Вагинг» из одноимённого поселения — места проживания Лоранта. В 2017 и 2019 годах возглавлял австрийские команды зальцбургских лиг «Унион Халлайн» и «Халлайн 04» из города Халлайн недалеко от Вагинга.
Лорант умер в Вассербурге-ам-Инне 20 апреля 2025 года в возрасте 76 лет после продолжительной болезни.

## Репутация
Как игрок отличался крайней неуступчивостью в единоборствах, в качестве тренера известен приверженностью к жёсткой дисциплине и властным и авторитарным методам в управлении командой. Из-за стиля руководства, жёсткости по отношению к соперникам, партнёрам по команде, собственным игрокам и самому себе получил прозвище Werner Beinhart (Beinhart с нем. — «твёрдая кость»). Отличается также резкими и язвительными высказываниями и взрывным характером, но вне футбола, по его словам, гораздо более спокоен.